# Schubat

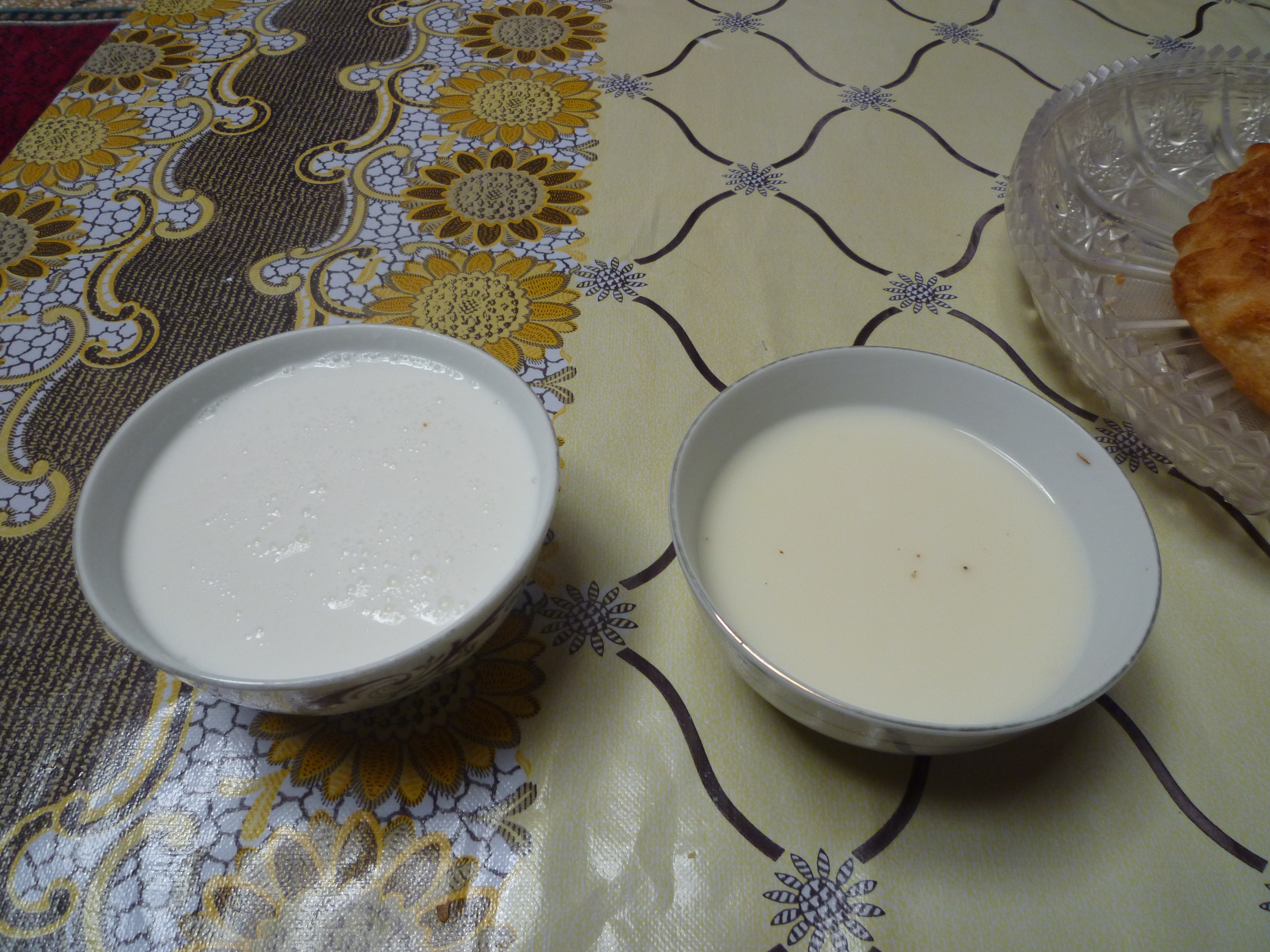
Schubat (links) und Kumys

Schubat (kasach. шұбат; russ. Шубат) oder Tschal (turkmen. çal / чал), auch Chal geschrieben, ist ein Sauermilcherzeugnis der kasachischen Küche aus vergorener Kamelmilch. An der Gärung sind Milchsäurebakterien und Hefen beteiligt; erstere machen das Getränk haltbar. Es wird vorrangig im Sommer konsumiert.
Die kasachische Küche ist bekannt für ihre Sauermilcherzeugnisse, zu denen insbesondere das Nationalgetränk Kumys (қымыз; russ. Кумыс) aus vergorener Stutenmilch zählt. Im Vergleich zu Kumys hat Schubat einen höheren Fettgehalt. Fermentierte Sahne, Agaran genannt, wird ebenfalls von der Oberfläche der Milch für andere Produkte gewonnen.